# Borsig
Borsig is een Duitse fabrikant van stoommachines en stoomlocomotieven in Berlijn.
Het bedrijf werd in 1836 door Johann Carl Friedrich August Borsig in Alt-Moabit (Berlijn) opgericht als ijzergieterij. Aanvankelijk bouwde hij stoommachines voor eigen gebruik. Vervolgens legde hij zich toe op de bouw van locomotieven.
In de eerste jaren konden de locomotieven van Borsig moeilijk concurreren met de Engelse concurrentie. Dit veranderde later en Borsing ontwikkelde zich tot de grootste locomotieffabriek van het continent.
In de jaren 1935-1937 produceerde de fabriek drie stoomlocomotieven van het type Baureihe 05 voor de Duitse spoorwegen. Eén van de stoomlocomotieven vestigde een snelheidsrecord van 200,4 km/u.